# George Tjong-Ayong
George Tjong-Ayong (* um 1972) ist ein deutscher Jazzmusiker (Saxophon).

## Leben und Wirken
Tjong-Ayong begann autodidaktisch auf ausgemusterten Gitarren und Bässen seines Vaters zu spielen. Mit 15 Jahren erhielt er Klavierunterricht. Nach der Schulzeit kam das Saxophon hinzu. Er absolvierte zunächst ein Schulmusik-Studium an der Universität Köln mit Hauptfach Saxophon bei Jörg Kaufmann, später dann ein Jahr am Konservatorium Maastricht bei Albert Beltman und schließlich an der Hochschule für Musik und Tanz Köln bei Wolfgang Engstfeld, Manfred Schoof und Jiggs Whigham.
Tjong-Ayong gehörte zum André Nendza Septet, mit dem mehrere Alben entstanden und zum Quartett von Stefan Heidtmann (Pink, Get back... Beatles Songs). Mit Stefan Michalke spielte er dessen Kollwitz Suite ein. Mit dem kollaborativen Quintet West veröffentlichte er die Alben Westwind und Waiting. Weiterhin arbeitete er mit den Funky Flares, Carolin Kebekus, dem Cologne Jazz Orchestra, The BigBand Convention, Martin Sasse, Lorenz und die Band sowie in Hörfunk- und Fernsehproduktionen. Er trat beim Jazzfestival Viersen, den Leverkusener Jazztagen, Festivals in Berlin, Köln und Hamburg und beim Rheingau Musik Festival auf. Zudem ist er auf Alben der Marcus Sukiennik Big Band, Gerd Breuer, Susanne Riemer, Brings und Thomas Berndt zu hören.
Weiterhin arbeitete Tyong-Ayong an den städtischen Musikschulen in Frechen und Hürth sowie als Dozent der Jazzworkshops in Aachen und Solingen.